# Dometorina marionensis
Dometorina marionensis är en kvalsterart som beskrevs av Pletzen och Kok 1971. Dometorina marionensis ingår i släktet Dometorina och familjen Hemileiidae. Inga underarter finns listade i Catalogue of Life.